# ヒモカズラ
ヒモカズラ （学名：Selaginella shakotanensis）は、ヒカゲノカズラ植物門イワヒバ科に属する植物。和名はその乾いた姿に由来する。基準産地は北海道の後志積丹山。

## 形態
茎が短く匍匐し長さ10cm以内で、よく分岐し枝がよく相接してマット状になる。枝の長さは葉を含めて径1mmくらい。葉は茎に多列に付き、濃緑色、硬質で先端が尖り長さ約1mm。胞子嚢穂は小枝に1個頂生し、四角柱状、長さ0.5-2.5cm、径約1.5mm。

## 分布
北海道や本州中部地方以北の山地の少し湿った岩地や岩の割れ目で自生している。本州西南では広島県比婆山、京都府の青葉山、奈良県の大峰山にそれぞれ隔離分布する。日本国外では朝鮮・南千島・樺太に分布している。なお、この種は北アメリカ中北部からグリーンランドにかけて分布するSelaginella rupestris　(L.) Springに近縁と考えられ、原記載ではこの種の変種とされていた。

## 近縁種
- エゾノヒモカズラ Selaginella sibirica

北海道の高山地に稀に自生し、日本国外では朝鮮北部・中国北部・アラスカ・シベリアに分布する。ヒモカズラと似ているが、ヒモカズラは枝の径が1mmであるのに対し、エゾノヒモカズラでは1.5-2 mmと大きく、幅広く見える。なおヒモカズラとエゾノヒモカズラはしばしば混生する
- Selaginella rupestris

北アメリカ中北部からグリーンランドまで分布する種で、原記載ではヒモカズラはこの種の変種とされていた。